# Empire Earth
Empire Earth es un videojuego de estrategia en tiempo real de construcción de imperios desarrollado por Stainless Steel Studios publicado por Sierra On-Line en noviembre de 2001. Tuvo dos secuelas, Empire Earth II, publicada en abril de 2005, y Empire Earth III en noviembre de 2007. También tuvo una suerte de spin-off en el juego Empires: Dawn of the Modern World, que tenía los mismos desarrolladores y género. En principio, el videojuego es similar a Age of Empires, con la gran diferencia de que ofrece un abaníco de edades que van desde la prehistoria hasta edades del futuro.
Empire Earth presenta numerosas novedades, como héroes, diversas maravillas con funciones especiales, y la posibilidad de jugar desde la prehistoria hasta el futuro.
Una expansión fue desarrollada por Mad Doc Software llamada Empire Earth: The Art of Conquest, que fue lanzada el 17 de septiembre de 2002, y que añadió nuevas características al juego original.

## Campañas
Véase: Anexo:Campañas de Empire Earth
Como muchos otros juegos de estrategia en tiempo real, Empire Earth presenta campañas de varios escenarios cada una. Para ganar una campaña se deben ganar todos los escenarios de la misma (salvo en la campaña de aprendizaje, donde todos los escenarios están desbloqueados y no es necesario jugarlos en orden).
Además de la de aprendizaje, el juego incluye cuatro campañas originales; excepto por la campaña rusa (ambientada en un futuro cercano de ciencia ficción), el último escenario de la campaña alemana y los cuatro primeros escenarios de la griega, todas las misiones están basadas en batallas reales de grandes imperios de la historia.
En las campañas aparecen numerosos personajes históricos e imaginarios como hilo conductor de la historia, tales como Pélope, Agamenón, Pericles, Alejandro Magno, Guillermo el Conquistador, Eduardo el Príncipe Negro, Enrique V, el Barón Rojo o Grigor Stoyanovich.
- Campaña de aprendizaje: En esta campaña el jugador aprende a desenvolverse con los controles y con las opciones del juego. Se divide en dos bloques en los que se juega con dos civilizaciones del Mediterráneo oriental: Fenicia y el Imperio bizantino.
  1. Los primeros fenicios (3000-2000 a. C.)
  2. La ciudad insular de Tiro (2000-1100 a. C.)
  3. La colonia de Gades (1100-1000 a. C.)
  4. El nacimiento de Cartago (814-750 a. C.)
  5. Una nueva capital en Oriente (320-350)
  6. La crisis del primer emperador (400-405)
  7. El regreso a Occidente (530-550)
  8. La gloria de la Era Bizantina (556-800)

- Campaña griega: Ambientada en la Antigua Grecia, esta campaña combina hechos históricos y leyendas mitológicas.
  1. Los primeros pueblos de la Hélade (10000-2000 a. C.)
  2. Guerreros del mar (2000-1500 a. C.)
  3. La guerra de Troya (1300-1100 a. C.)
  4. El ascenso de Atenas (1000-500 a. C.)
  5. Las guerras del Peloponeso (427-404 a. C.)
  6. El joven Alejandro (336-334 a. C.)
  7. Ha nacido un conquistador (334-332 a. C.)
  8. El llanto de Alejandro (332-330 a. C.)

- Campaña inglesa: La campaña inglesa trata de la histórica rivalidad entre los ingleses y los franceses por la hegemonía de Europa.
  1. El retorno del joven Guillermo (1040)
  2. Guillermo, duque de Normandía (1047)
  3. La batalla de Hastings (1066)
  4. Comienza la guerra de los Cien Años (1340-1346)
  5. El Príncipe Negro (1356)
  6. Nuestra hermandad (1414-1415)
  7. La guerra contra Napoleón (1808-1814)
  8. La batalla de Waterloo (1815)

- Campaña alemana: En la campaña alemana, el jugador toma el control de la potencia centroeuropea durante la primera mitad del siglo XX.
  1. La caballería del aire (verano de 1915)
  2. Oferta y demanda (invierno 1915-1916)
  3. El Barón Rojo (primavera de 1916)
  4. El Somme (1918)
  5. La guerra relámpago (1939-1940)
  6. Los preparativos para la invasión (1940)
  7. Operación "León Marino" (1941)

- Campaña rusa: La única campaña completamente ficticia del juego, narra el futuro resurgimiento de la Unión Soviética como un gran imperio llamado Rusia Novaya.
  1. El cocodrilo (2018)
  2. Rusia Novaya (2035)
  3. Cambio de la guardia (2064)
  4. La joya de Oriente (2092)
  5. El arrepentimiento (2097)
  6. Un caso grave de Déjà Vu (2018)

## Sistema de juego
Empire Earth es un videojuego de estrategia en tiempo real basado en la Historia, en el que el jugador opta por una civilización histórica y la va desarrollando para expandir su territorio y luchar contra los pueblos enemigos.

### Edades y Civilizaciones
En Empire Earth el jugador avanza con su civilización de edad en edad. Cada una de estas edades representa una época en la Historia, incluso las dos últimas edades están ambientadas en un futuro de ciencia ficción. Cada edad trae nuevas tecnologías y unidades. Con el avance de las eras se pueden obtener algunas unidades nuevas, pero se abandona la posibilidad de producir unidades antiguas. Para llevar a su civilización al éxito, el jugador debe recoger recursos naturales: alimento, madera, oro, hierro y piedra, para construir edificios, investigar tecnologías y entrenar soldados, barcos, aviones, trabajadores, etc. Existen 21 civilizaciones históricas en el juego, cada una de las cuales se caracteriza por una serie de bonificaciones en ciertas unidades y tecnologías. Se dividen en los periodos históricos marcados por el juego:
| Edad                                              | Descripción | Héroes                                              | Civilizaciones                                                           |
| ------------------------------------------------- | --- | --------------------------------------------------- | ------------------------------------------------------------------------ |
| Prehistoria (500.000 - 50.000 a. C.)              | Son los inicios del juego. Los ciudadanos son trogloditas que apenas saben gruñir. Hay un abanico de opciones muy corto para desarrollar tu civilización. A partir de un Asentamiento previo, puedes aumentar tu población hasta crear el edificio básico: el Centro de ciudad. Allí puedes crear perros exploradores para cartografiar la zona y ciudadanos para recoger recursos y construir más edificios. A partir de una población superior a 15 ciudadanos, el Centro de ciudad se convierte en Capitolio. Los otros edificios disponibles son los Cuarteles, donde se entrenan garroteros y lanzadores de rocas; y el Templo, que genera sacerdotes y profetas. | No hay                                              | Antigua Grecia Imperio Asirio Babilonia Bizancio Cartago Reino de Israel |
| Edad de Piedra (50.000 - 5000 a. C.)              | Abarca un periodo donde es posible construir muelles y producir las primeras embarcaciones (balsas pesqueras, de guerra o de transporte). En los barracones surgen las primeras unidades de asalto, los sansones, que son hombres con troncos capaces de atacar con eficacia los edificios. También aparecen ahí los lanceros. Es posible entrenar una nueva unidad (Hondero) desde un nuevo edificio: el Campo de tiro con arco. Comienzan las primeras evoluciones tecnológicas para las herramientas de los ciudadanos. Los ciudadanos presentan vestimentas mejoradas. | No hay                                              | Antigua Grecia Imperio Asirio Babilonia Bizancio Cartago Reino de Israel |
| Edad de Cobre (5000 - 2000 a. C.)                 | El avance tecnológico que sufre esta era se abre a la posibilidad de construir hospitales, establos, fortalezas, graneros, universidades, etc. Las torres pueden mejorarse y la arquitectura evoluciona ligeramente. Es posible edificar Maravillas y obtener cualidades especiales al jugar con cada una de ellas. La defensa se intensifica al poder empezar a levantar muros de protección. En los establos se pueden entrenar jinetes. Las unidades militares experimentan leves pero significativos cambios: los garroteros mejoran a maceros y los honderos a arqueros simples. En el centro de ciudad nacen los héroes, una unidad guerrera y otra estratégica de las que solo se puede tener una y que cambian su nombre con la edad. Los "héroes estrategas" curan las unidades cercanas y pueden desmoralizar a las unidades enemigas, pero tienen un poder de ataque bajo mientras que los "héroes guerreros" dan ánimo a las unidades cercanas y tienen un mayor poder de ataque. | Gilgamesh y Sargón de Acad                          | Antigua Grecia Imperio Asirio Babilonia Bizancio Cartago Reino de Israel |
| Edad de Bronce (2000 a. C. - 0)                   | El estilo visual de esta edad se parece a la Antigua Grecia. Los ciudadanos dominan el idioma y hablan en perfecto español. Se pueden construir ahora unidades de asalto en la fábrica de armas de asalto (la catapulta y el ariete). Las embarcaciones son mejoradas notablemente, aunque las unidades más primitivas desaparecen para dar paso a los falange y los espada cortas. Los hospitales y las universidades ofrecen mejoras a los ciudadanos y a los edificios. | Aníbal y Alejandro Magno                            | Antigua Grecia Imperio Asirio Babilonia Bizancio Cartago Reino de Israel |
| Edad Oscura (0 - 900)                             | No hay muchas diferencias entre esta Edad y la Edad de Bronce. La estética se corresponde con la Tardoantigüedad y la Alta Edad Media. Nacen los ballesteros, unidades entrenadas en el Campo de tiro con arco que son de gran utilidad. | Julio César y Carlomagno                            | Antigua Grecia Imperio Asirio Babilonia Bizancio Cartago Reino de Israel |
| Edad Media (900-1500)                             | La arquitectura cambia a un estilo medieval. Los ciudadanos ya lucen más modernos y portan herramientas mejores. Aparecen los caballeros y los espada larga. | Ricardo Corazón de León y Guillermo el Conquistador | Austria Inglaterra Francos Reinos de Italia Imperio Otomano España       |
| Renacimiento (1500-1600)                          | Varias mejoras salen en esta Edad, la tecnología avanza tan rápido que ya puedes crear arcabuceros y carabineros, unidades que portan las primeras armas de fuego; los barcos y las armas de asedio ya pueden disparar con cañones y no con catapultas como en las edades anteriores. | Enrique V e Isabel de Castilla.                     | Austria Inglaterra Francos Reinos de Italia Imperio Otomano España       |
| Edad Imperial (1600-1800)                         | Las construcciones mejoran, las torres tienen cañones para disparar al enemigo , en el cuartel salen los artilleros y las bombardas en la fábrica de asedio, sin exceptuar que la ropa de los ciudadanos es mejor. En esta edad desaparecen los arqueros y las armas de asalto como las Torres de asedio, los Arietes, los Trabucos y las Catapultas Balísticas para dar paso a la Infantería a distancia y los cañones. En esta edad es donde la pólvora ya es elemental y se forman los imperios, todavía hay monarquías, reyes, etc. La infantería usan mosquetes más avanzados y cañones más destructivos. | Oliver Cromwell e Isabel I.                         | Austria Inglaterra Francos Reinos de Italia Imperio Otomano España       |
| Edad Industrial (1800-1900)                       | No es muy distinta a la anterior pero los mosqueteros evolucionan a los granaderos. En el capitolio o en el centro de ciudad ya es posible crear globos aerostáticos, la obtención de oro y hierro es mejorada en un 15%. En el cuartel aparecen el partisano. En la fábrica de armas de asalto la culebrina es mejorada a Cañón de bronce y el basilisco es mejorado a Serpentina. En el establo el Carabineros es actualizado a Dragon y el Coracero real es actualizado a Coracero imperial. En el hospital la velocidad de curación es mejorada en un 25%. En el granero La productividad se mejora en un 15% y en el templo se aumenta el alcance del templo. | Napoleón y Otto von Bismarck                        | Austria Inglaterra Francos Reinos de Italia Imperio Otomano España       |
| Edad Atómica (Primera Guerra Mundial) (1900-1920) | Aparecen los primeros aviones, el Tanque Británico Mark IV y el A7V Alemán revolucionan la guerra terrestre. Las Fragatas y Acorazados lucen más modernos, y el Soldado de Infantería hace su aparición. Las casas se vuelven de madera al estilo victoriano de San Francisco, el Capitolio tiene una forma más icónica, con arcos que le rodean Los establos son desechados, aparece la ametralladora y el cañón AA de 88mm para defenderse de los aviones, y también es mejorado el globo aerostático a la forma de un dirigible. | Manfred von Richthofen y Givan DeVerran.            | Francia Alemania Gran Bretaña Italia Rusia Estados Unidos                |
| Edad Atómica (Segunda Guerra Mundial) (1920-1950) | El A7V es reemplazado por el Panzer, el Mark IV con el Sherman. El Soldado de Infantería evoluciona en el Maríne, y los aviones aumentan su calidad y número. Aparecen los aviones nucleares. | Travis Shackelford y Erwin Rommel.                  | Francia Alemania Gran Bretaña Italia Rusia Estados Unidos                |
| Edad Atómica (Moderna) (1950-2025)                | Llegamos a la actualidad. Los bombarderos B2 ahora predominan los cielos junto a los cazas F-15 super-veloces. Aparecen los M1 Abrahams y Leopard. Aparecen los helicópteros. Aparecen los submarinos nucleares. | Dennis St. Albans y RW Bresden                      | Francia Alemania Gran Bretaña Italia Rusia Estados Unidos                |
| Edad Digital (2025-2125)                          | Aparecen las armas láser y los cybers (robots), la guerra cambia para siempre. Los barcos, helicópteros (excepto el Spectre AT), unidades de infantería y tanques usan armas láser. Los aviones son mucho más poderosos que antes y las armas nucleares alcanzan un poder gigantesco. | Sergei Molotov y Alexi Septimus                     | China Rusia Novaya Fuerzas Rebeldes Japón Corea                          |
| Nano Edad (2125-2225)                             | Los robots cambian para ser mucho más poderosos, los aldeanos humanos se transforman en robots, todo el mundo ahora tiene una visión muy futurista. Hay algunas mejoras de tanques y de infantería. | "Cyborg Molotov" y Molly Ryan                       | China Rusia Novaya Fuerzas Rebeldes Japón Corea                          |
| Edad Espacial (2225-...)                          | Las torretas, el capitolio, los muros, y las casas toman un aspecto más futurista que nunca. Los últimos soldados humanos se transforman en robots. Aparecen las naves espaciales y la colonización de otros planetas. | No hay                                              | China Rusia Novaya Fuerzas Rebeldes Japón Corea                          |

Aparte de los héroes citados, que aparecen con normalidad en el centro urbano, en el modo editor están disponibles otros provenientes de las campañas, tales como Heracles, Aquiles, Pericles y el Duque de Wellington. Igualmente hay héroes exclusivos como Tariq y El Cid. 
Además, en el modo edición, el jugador tiene la opción de crear su propia civilización con bonos únicos.